# Zuideinde (Assendelft)
Zuideinde is een buurtschap in de gemeente Zaanstad, in de Nederlandse provincie Noord-Holland.
Zuideinde is gelegen tussen Buitenhuizen en Kerkbuurt. Samen met Kerkbuurt en Noordeinde vormt het van oorsprong het lintdorp Assendelft, waaronder het dus ook valt. Tot begin 20e eeuw werd de plaats als het Zuidereinde geduid. Van oorsprong vormde het zoals de naam aangeeft het zuidelijke einde van Assendelft. Tegenwoordig wordt Buitenhuizen geduid als het zuideinde van de Assendelft. Soms wordt daarbij ook het Zuideinde gerekend.
Aan de Dorpsstraat waren in de loop van de tijd kleine hofjes ontstaan. Deze zijn in de 20e eeuw uitgegroeid tot kleine nieuwbouwbuurten. Dit is in het eigenlijke noordelijke deel van Zuideinde, in de knik van de Dorpsstraat het geval. In het zuidelijke deel na de knik loopt het in een lint door over in Buitenhuizen. De grens van Zuideinde met Kerkbuurt is van oorsprong bij de Bloksloot, voor de eerder genoemde knik, vanuit Kerkbuurt gezien. Later wordt de grens vaak ook geduid bij De Hornsloot net voorbij de knik.
Noord-Holland: Steden en dorpen in Noord-Holland      Nederland: Provincies · Gemeenten